# Mellie Francon
Mellie Francon (La Chaux-de-Fonds, 24 de enero de 1982) es una deportista suiza que compitió en snowboard.
Ganó una medalla de bronce en el Campeonato Mundial de Snowboard de 2009, en la prueba de campo a través. Participó en dos Juegos Olímpicos de Invierno, en la disciplina de campo a través, ocupando el quinto lugar en Turín 2006 y el séptimo lugar en Vancouver 2010.

## Medallero internacional
| Campeonato Mundial | Campeonato Mundial         | Campeonato Mundial | Campeonato Mundial |
| Año                | Lugar                      | Medalla            | Prueba             |
| ------------------ | -------------------------- | ------------------ | ------------------ |
| 2009               | Hoengseong (Corea del Sur) | Medalla de bronce  | Campo a través     |